# Puy-d'Arnac
 Puy-d'Arnac  là một xã thuộc tỉnh Corrèze trong vùng Nouvelle-Aquitaine miền trung Pháp.